# Aktiviteter i dagliga livet
Aktiviteter i dagliga livet (ADL), ibland kallat allmän daglig livsföring, syftar på de grundläggande aktiviteter som en individ måste behärska för att kunna ha ett självständigt vardagsliv. Den svenska termen kommer från engelskans activities of daily living (ADLs).
Begreppet ADL används i vård- och utbildningssammanhang med avseende på människor med olika former av medicinska funktionsnedsättningar. I omsorg och omvårdnad utgår man från aktivitetsområden för att klara de dagliga kraven.

## Historia
Begreppet föreslogs ursprungligen i USA under 1950-talet av Sidney Katz och hans team vid Benjamin Rose Hospital i Cleveland, Ohio, men har vidareutvecklats sedan dess.
1969 utvecklade M. Powell Lawton och Elaine Brody begreppet instrumental activities of daily living (IADLs), på svenska instrumentell ADL, för att fånga upp de aktiviteter som stöder självständigt liv.

## Definitioner/aktivitetsområden
Personlig ADL omfattar att:
- äta och dricka
- klä på och av sig
- sköta sin personliga hygien
- sköta sin övriga kroppsvård

En definition av aktiviteter i dagliga livet (ADL), uppdelat i Personlig ADL (Basic-ADL) och Instrumentell ADL (IADL).

- göra toalettbesök och byta inkontinensartiklar

Instrumentell ADL omfattar att:
- laga mat, vilket innebär att planera, laga, duka och diska
- göra inköp, vilket innebär såväl att planera inköp som att handla
- städa
- tvätta
- sköta barn

### Äldre terminologi
- Primär ADL
  - Personlig hygien
  - Äta
  - Kommunikation
- Sekundär ADL
  - Boende
  - Arbete och utbildning
  - Fritid

Källa:

## Bedömningsmetoder
ADL inom sjukvård och rehabilitering bedöms utifrån en ADL-skala. Bedömningsmetoden, som också kallas för Katz' ADL-index, har utvecklats i USA och avser att bedöma behov av olika insatser för personer med olika typer av funktionshinder så att de kan få en korrekt prognos och behandling. Metoden har också använts på patienter med MS, stroke, Parkinsons och förlamning.
Bedömningen kan antingen ske i hemmet eller på institution genom att personalen observerar patienten utifrån ADL-skalan för att se hur beroende eller oberoende patienten är för olika grundläggande fysiska aktiviteter (födointag, toalettbesök, kontinens, förflyttning, badning samt på- och avklädning).